# 中島聡
中島 聡（なかじま さとし、1960年 - ）は、日本のコンピュータ技術者、ITエンジニア、起業家、ライター。Xevo（旧UIEvolution）の創設者。アメリカ合衆国シアトル在住。学位は、工学修士（早稲田大学・1985年）、経営学修士（ワシントン大学・2009年）。
マイクロソフトでWindows 95、Windows 98、Internet Explorer 3.0/4.0のチーフアーキテクトなどを務めた。マウスの右クリック、ドラッグアンドドロップという概念を広めた人物である。

## 略歴
1960年、北海道で生まれ、生後3ヶ月よりずっと東京都で育つ。幼少期より数学、科学に興味があり、将来の夢は科学者だった。早稲田大学高等学院入学直後にTK-80（NEC）を購入して以降、コンピュータの世界にのめり込んでいく。高校2年時からアスキーにおいて記事執筆やソフトウェアの開発に携わっていき、スピード向上の課題解決にも貢献していった。早稲田大学理工学部電子通信学科進学後も、アスキーでの仕事を続ける。大学3年次には日本のCADソフトの草分け的存在である「CANDY」を開発。父が建築家であり、CADソフトを使っていたことがヒントとなる。古川享によれば、このソフトのヒットで大学在学中に4年間で3億円ものロイヤリティーを稼ぎ、マンションを購入したという。
1985年に早稲田大学大学院を卒業しNTTに入社、武蔵野市の電気通信研究所に配属される。同研究所では32bit CPUの設計などに関わっていたというが、1986年にマイクロソフトの日本法人（マイクロソフト株式会社、MSKK）が設立されると、代表取締役社長に就任する古川享に直訴しMSKKに転職。WindowsやOS/2の日本語化に携わった後、1989年に米国マイクロソフト本社に移る。Windows 95、Windows 98、Internet Explorer 3.0/4.0のチーフアーキテクトを務めた。
2000年にマイクロソフトを退社し、短期間のベンチャーキャピタル勤務を経てUIEvolutionを設立。同社のCEOとして、主に携帯電話上で新たなユーザインタフェースを実現するというフレームワーク「UIEngine」などを開発する。2004年に同社がスクウェア・エニックスに数十億円で買収された後は同社のチーフソフトウェアアーキテクト、最高技術責任者。2007年末にUIEvolutionをMBOで買い戻した。
2009年、ワシントン大学大学院経営学部修士課程修了（MBA）。
2008年4月、Big Canvas社を設立し、CEOに就任。iPhone用ソフト開発に従事。2012年4月、退任。
2012年1月、new.Pen LLCを共同で設立。
2015年5月、Swipe社を設立、CTOに就任。
2016年2月、再びUIEvolutionのCEOに復帰。
2017年に著書『なぜ、あなたの仕事は終わらないのか スピードは最強の武器である』で、第5回ブクログ大賞のビジネス部門大賞を受賞。
2018年8月、夏野剛を共同発起人として、NPO法人シンギュラリティ・ソサエティを設立。

## 発言
YouTubeチャンネル「楽待 RAKUMACHI」において、「【次の100倍株は？】Apple、テスラ、NVIDIA…時代を射抜く「メタトレンド投資家」中島聡が「AI時代の大化け株」を安野貴博と激論！」の中で、「（日本のガラケーのことを）最初にガラパゴスと呼んだのは僕なんですよ」と答えている（5:58）。

## 著書
- 『おもてなしの経営学 アップルがソニーを超えた理由』（2008年3月、アスキー、ISBN 4756151345）
- 『エンジニアとしての生き方　IT技術者たちよ、世界へ出よう！』（2011年3月、インプレス、ISBN 4844329944）
- 『なぜ、あなたの仕事は終わらないのか スピードは最強の武器である』（2016年6月、文響社、ISBN 4905073413）
- 『結局、人生はアウトプットで決まる 自分の価値を最大化する武器としての勉強術』（2018年9月、実務教育出版、ISBN 4788919567）
- 『メタトレンド投資 10倍株・100倍株の見つけ方』（2025年2月28日、徳間書店、ISBN 9784198659707）